# コールド・ウォー 香港警察 二つの正義
『コールド・ウォー 香港警察 二つの正義』（-ほんこんけいさつ ふたつのせいぎ、原題：寒戰、英題：Cold War）は、2012年の香港映画。

## キャスト
※括弧内は日本語吹替
- M・B・リー（李文彬） - レオン・カーフェイ（堀内賢雄）
- ショーン・ラウ（劉傑輝） - アーロン・クオック（小山力也）
- ビリー・チョン（張國標） - アーリフ・リー（保志総一朗）
- アルバート・クォン（鄺智立） - ラム・カートン（森田順平）
- ジョー・リー（李家俊） - エディ・ポン（森久保祥太郎）
- フェニックス・リョン（梁紫薇） - チャーリー・ヤン（日野由利加）
- フィリップ・ロク（陸明華） - アンディ・ラウ（井上和彦）
- ヴィンセント・ツイ - チン・ガーロウ（中国語版）（小野健一）
- マン・トウ - テレンス・イン（中国語版）（平川大輔）
- マイケル・シェック - アンディ・オン（伊藤健太郎）
- ヨーク・ツァン - マイケル・ウォン（山野井仁）
- マシュー・マック - アレックス・ツイ（野島昭生）
- ミシェル - マー・イーリー（中国語版）（櫻井智）

## 受賞歴
- 2013年 香港電影金像奨 作品賞、監督賞、主演男優賞、新人賞、脚本賞、編集賞、音響効果賞、視覚効果賞、音楽賞受賞